# Glissando

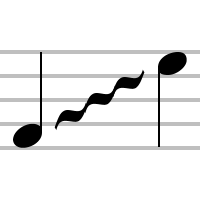
Noterad glissando.

Glissando är en musikalisk term för en övergång mellan två toner genom att spela de mellanliggande tonerna. Det anges i noter antingen i vågform eller med ett streck med "gliss" skrivet ovanför, till åtskillnad från portamento. Fastän tonerna mellan noterna är tänkta att spelas, anges de alltså inte i tonhöjd i noterna.
Instrument som kan glida mellan tonerna är till exempel röst, många stränginstrument och trombonen, vilket då kallas portamento. Instrument som inte kan utföra ett naturligt glidande är till exempel pianot eller harpan - de kan däremot utföra så kallade effektiva glissandon genom att spela tonerna mellan. Glissando kan emellertid också spelas av stränginstrument. Termen slide brukar användas när man drar fingret längs strängarna på en elgitarr eller elbas. Musikstycken med många slides är dock påfrestande för fingrarna om man inte har någon typ av fingerborg, att använda en sådan kallas för att spela slidegitarr.  

Genom att böja gitarrsträngen ändrar man dess längd och går på så sätt över i en annan not.